# Cho Eun-hee
Cho Eun-hee, född den 20 maj 1972, är en sydkoreansk handbollsspelare.
Hon tog OS-silver i damernas turnering i samband med de olympiska handbollstävlingarna 1996 i Atlanta.